# Mont Karisimbi
Pour les articles homonymes, voir Karisimbi (homonymie).
Le mont Karisimbi est un volcan situé sur la frontière séparant le Rwanda de la république démocratique du Congo. Avec une altitude de 4 507 mètres, il est le plus haut sommet des montagnes des Virunga et ses pentes incluses dans le parc national des Volcans abritent quelques-unes des dernières populations sauvages de gorilles au monde.

## Géographie
Le mont Karisimbi est situé dans l'Est de la république démocratique du Congo qui couvre les pentes nord-ouest de la montagne et dans le Nord-Ouest du Rwanda qui couvre les pentes sud et nord-est. Il est entouré au sud-ouest par le lac Kivu, à l'ouest par le Nyiragongo, au nord-ouest par le mont Mikeno et au nord-est par le Visoke,.
Appartenant aux montagnes des Virunga dont il est le point culminant avec 4 507 mètres d'altitude et le sommet le plus méridional, le mont Karisimbi est un volcan actuellement endormi. Ses pentes régulières sont interrompues par plusieurs bouches éruptives et notamment par la caldeira Branca de deux kilomètres de diamètre située au sud-est du sommet, par le cratère Muntango de 1,2 kilomètre de diamètre au sud et par une chaîne de cônes s'étirant du volcan jusqu'au lac Kivu au sud-ouest.
Son altitude de 4 507 mètres lui permet d'être le seul sommet de la région à être périodiquement recouvert de grésil et de grêle, et non de neige, au cours de fréquents orages d'où son nom en kinyarwanda signifiant en français « Coquillage blanc ». Situé dans le parc national des Volcans au Rwanda et dans le parc national des Virunga en république démocratique du Congo, ses pentes recouvertes d'une forêt équatoriale abritent quelques-unes des dernières réserves de gorilles sauvages au monde qui ont été le lieu d'étude de la primatologue américaine Dian Fossey.
Situé dans le centre de la branche occidentale de la vallée du Grand Rift, la montagne est un volcan rouge caractérisé par l'émission de laves relativement pâteuses.

## Histoire
Les premières éruptions du mont Karisimbi datées d'il y a 240 000 ans ont émis des laves visqueuses qui se sont néanmoins dirigées vers l'est en parcourant douze kilomètres et vers le sud-ouest à partir de dômes de lave. La dernière éruption connue du volcan date de 8 050 ans av. J.-C,.
La montagne a été gravie pour la première fois par des Occidentaux en 1903.